# Стівен Тройт Данн
Стівен Тройт Данн (англ. Stephen Troyte Dunn, 1868–1938) — британський (англійський) ботанік.

## Біографія
Стівен Тройт Данн народився у 1868 році.
Він проводив велику частину своєї наукової діяльності в Королівських ботанічних садах в К'ю, будучи упорядником Index Kewensis Supplement 2 (1904–1905) та Supplement 3 (1908).
Стівен Тройт Данн працював начальником Відомства ботаніки та лісового господарства Гонконгу, на цій посаді створював численні колекції, ідентифікував та класифікував нові види. Данн вніс значний внесок у ботаніку, описавши багато видів рослин.
Стівен Тройт Данн помер у 1938 році.

## Наукова діяльність
Стівен Тройт Данн спеціалізувався на папоротеподібних та на насіннєвих рослинах.

## Публікації
- Stephen Troyte Dunn, William James Tutcher. Flora of Kwangtung and Hong Kong (China) being an account of the flowering plants, ferns and fern allies together with keys for their determination preceded by a map and introduction. London, H. M. Stationery off., printed by Darling and son, ltd., 1912. PDF
- Stephen Troyte Dunn. A supplementary list of Chinese flowering plants, 1904–1910. London, 1911. PDF
- Stephen Troyte Dunn. Alien flora of Britain. West, Newman, and Co., 1905
- Stephen Troyte Dunn. Descriptions of New Chinese Plants. 1904.
- C.H. Wright, Charles Geekie Matthew, Stephen Troyte Dunn. Flora of the Falkland Islands. Linnean Society, 1911.
- James Sykes Gamble, Stephen Troyte Dunn, Cecil Ernest Claude Fischer. Flora of the Presidency of Madras. Botanical Survey of India, 1967.
- Stephen Troyte Dunn. A Key to the Labiatae of China. Her Majesty's Stationery Office, 1915.
- Chapter «Flora» in Twentieth Century Impressions of Hong Kong, Shanghai, and other Treaty Ports of China. Their History, People, Commerce, Industries, and Resources. Lloyd's (London), 1908.